# Desmodium sessilifolium
Desmodium sessilifolium är en ärtväxtart som beskrevs av John Torrey och Asa Gray. Desmodium sessilifolium ingår i släktet Desmodium och familjen ärtväxter. Inga underarter finns listade i Catalogue of Life.